# The Lion (Lokomotive)
The Lion ist eine Dampflokomotive, die sich heute im Maine State Museum in Augusta, Maine, befindet. Sie wurde 1846 für den Einsatz auf einer Holzfällerstrecke gebaut und ist die älteste bekannte amerikanische Lokomotive in Neuengland. 1976 wurde sie ins National Register of Historic Places aufgenommen.

## Beschreibung
Der Rahmen der The Lion hat eine Größe von 3,8 m in der Länge und 2,25 m in der Breite. Gefertigt wurde der Rahmen aus Eichenholz. Die Hölzer wurden mit Eisenbändern verbunden. Auf diesem Rahmen sitzt ein Kessel mit fünf Schüssen, mit einer Dampfkuppel nahe der Mitte, von der der Dampf zum Dampfzylinder geleitet wird. Kessel und Zylinder sind mit einer dünnen Holzschicht isoliert und mit Eisenblech bedeckt. Der Schornstein befindet sich an der Vorderseite und hat eine ungewöhnliche umgekehrte Konusform, die offensichtlich Funken und Schlacken ablenken soll, die aus dem Schlot kommen.
Gebaut wurde die Lokomotive 1846 durch Isaac Hinkley von Hinkley & Drury den Hinkley Locomotive Works in Boston. Die Kosten für den Bau der Dampflokomotive betrugen $ 2700. In diesen Kosten war der Tender nicht enthalten.
Sie befuhr die Strecke der Whitneyville and Machiasport Railroad von 1846 bis 1890. Die Lokomotive wurde 1897 an Thomas Towle aus Portland zum Schrottwert verkauft und danach durch die City Portland zur Parade zum 4. Juli im Jahr 1898 eingesetzt.
Schließlich wurde sie 1905 der University of Maine übergeben und 1928 in der Crosby Hall auf dem Campus untergebracht. Dort interessierte sich Professor W. J. Sweetser vom Department of Mechanical Engineering für die Lokomotive, der ihre Geschichte und ihre Konstruktion erforschte. Sie verblieb bis 1967, bis zur Renovierung der Crosby Hall, dort, wurde danach eingelagert und 1975 in die Sammlung des Maine State Museums in Augusta überführt.